# Кільця

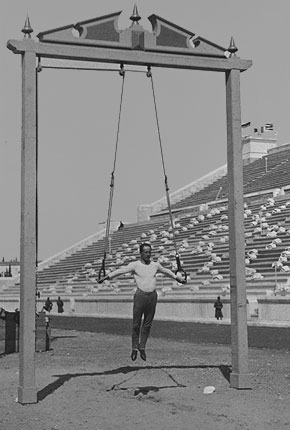
Герман Вайнгертнер на Олімпійських іграх 1896

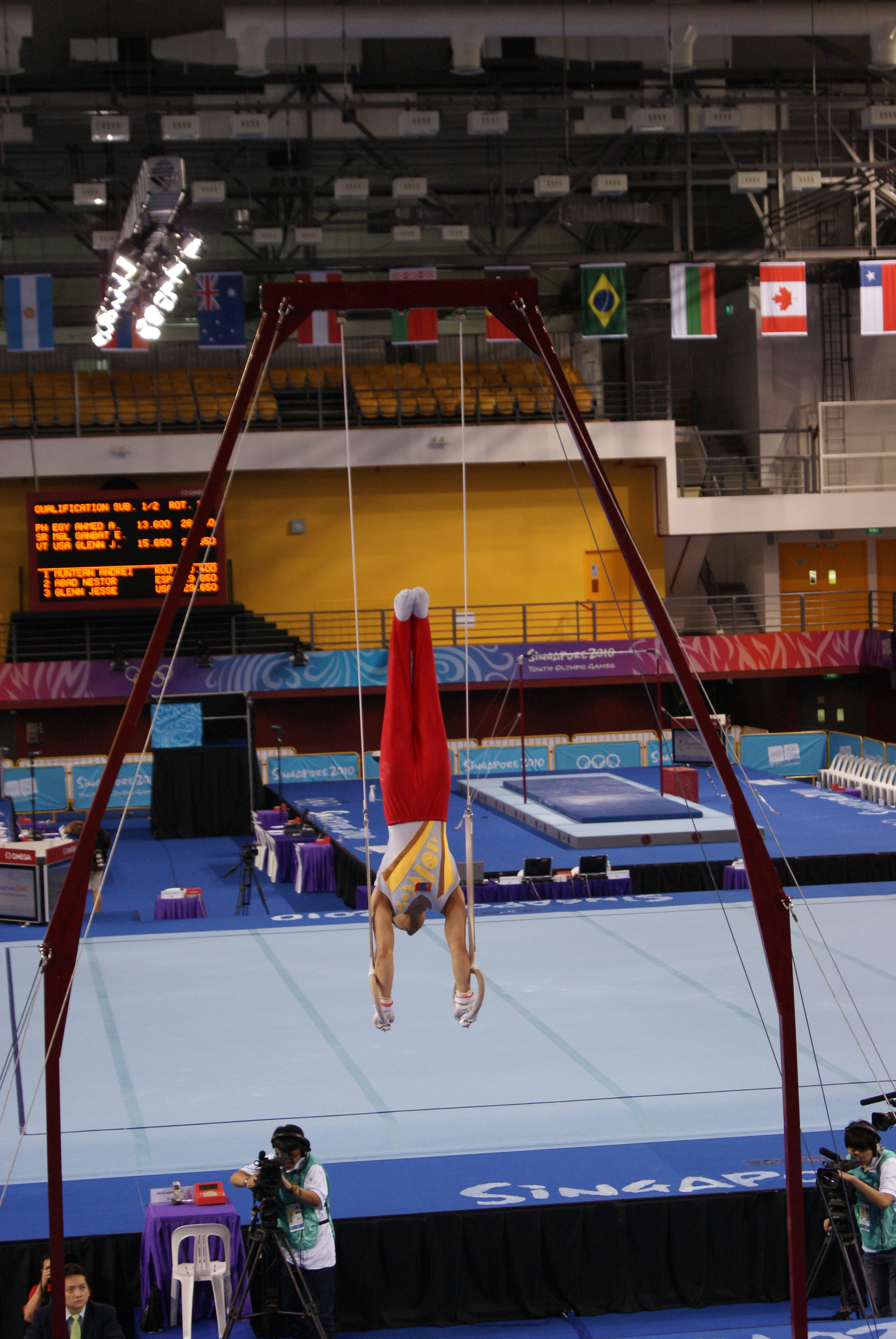
Гімнаст виконує вправу на кільцях

Кі́льця — снаряд у спортивній гімнастиці. Вправи на кільцях виконують лише чоловіки.

## Характеристика
Кільця — рухомий снаряд, що складається з двох кілець, підвішених на спеціальних тросах. Розміри та характеристики кілець встановлені Міжнародною федерацією гімнастики:
- Точка підвісу розташовується на висоті: 575 см.
- Внутрішній діаметр кілець: 18 см.
- Відстань від точки кріплення до нижньої внутрішньої сторони кілець: 300 см.
- Відстань між двома підвішеними кільцями в спокійному стані: 50 см.

## Олімпійські чемпіони у вправах на кільцях
| Місце проведення  | Золото                                        | Срібло                                    | Бронза                                   |
| ----------------- | --------------------------------------------- | ----------------------------------------- | ---------------------------------------- |
| 1896 Афіни        | Йоанніс Мітропулос (GRE)                      | Герман Вайнгертнер (GER)                  | Петрос Персакіс (GRE)                    |
| 1900 Париж        | не входили до олімпійської програми           | не входили до олімпійської програми       | не входили до олімпійської програми      |
| 1904 Сент-Луїс    | Герман Гласс (USA)                            | Вільям Мерц (USA)                         | Еміль Войт (USA)                         |
| 1908-1920         | не входили до олімпійської програми           | не входили до олімпійської програми       | не входили до олімпійської програми      |
| 1924 Париж        | Франческо Мартіно (ITA)                       | Роберт Пражак (TCH)                       | Ладислав Ваха (TCH)                      |
| 1928 Амстердам    | Леон Штукель (YUG)                            | Ладислав Ваха (TCH)                       | Емануель Леффлер (TCH)                   |
| 1932 Лос-Анджелес | Джордж Гулак (USA)                            | Біл Дентон (USA)                          | Джованні Латтуада (ITA)                  |
| 1936 Берлін       | Алоїс Гудець (TCH)                            | Леон Штукель (YUG)                        | Маттіас Вольц (GER)                      |
| 1948 Лондон       | Карл Фрай (SUI)                               | Міхаель Ройсх (SUI)                       | Зденек Ружичка (TCH)                     |
| 1952 Гельсінкі    | Грант Шагінян (URS)                           | Віктор Чукарін (URS)                      | Ганс Егстер (SUI) Дмитро Леонкін (URS)   |
| 1956 Мельбурн     | Альберт Азарян (URS)                          | Валентин Муратов (URS)                    | Масао Такемото (JPN) Масамі Кубота (JPN) |
| 1960 Рим          | Альберт Азарян (URS)                          | Борис Шахлін (URS)                        | Велік Капсизов (BUL) Такасі Оно (JPN)    |
| 1964 Токіо        | Такудзі Хаята (JPN)                           | Франко Менічеллі (ITA)                    | Борис Шахлін (URS)                       |
| 1968 Мехіко       | Акінорі Накаяма (JPN)                         | Михайло Воронін (URS)                     | Савао Като (JPN)                         |
| 1972 Мюнхен       | Акінорі Накаяма (JPN)                         | Михайло Воронін (URS)                     | Міцуо Цукахара (JPN)                     |
| 1976 Монреаль     | Микола Андріанов (URS)                        | Олександр Дитятін (URS)                   | Денуц Греку (ROU)                        |
| 1980 Москва       | Олександр Дитятін (URS)                       | Олександр Ткачов (URS)                    | Їржі Табак (TCH)                         |
| 1984 Лос-Анджелес | Коджі Гушікен (JPN) Лі Нін (CHN)              | медаль не вручалася                       | Міч Гейлорд (USA)                        |
| 1988 Сеул         | Гольгер Берендт (GDR) Дмитро Білозерчев (URS) | медаль не вручалася                       | Свен Тіппельт (GDR)                      |
| 1992 Барселона    | Віталій Щербо (EUN)                           | Лі Цзін (CHN)                             | Андреас Векер (GER)                      |
| 1996 Атланта      | Юрій Кекі (ITA)                               | Дан Бурінка (ROU) Сильвестр Чоллань (HUN) | медаль не вручалася                      |
| 2000 Сідней       | Сильвестр Чоллань (HUN)                       | Демосфен Тампакос (GRE)                   | Йордан Йовчев (BUL)                      |
| 2004 Афіни        | Демосфен Тампакос (GRE)                       | Йордан Йовчев (BUL)                       | Юрій Кекі (ITA)                          |
| 2008 Пекін        | Чень Ібін (CHN)                               | Ян Вей (CHN)                              | Олександр Воробйов (UKR)                 |
| 2012 Лондон       | Артур Занетті (BRA)                           | Чень Ібін (CHN)                           | Маттео Моранді (ITA)                     |